# Йенсен, Симон Тарп
Симон Тарп Йенсен (дат. Simon Tarp Jensen, род. 5 августа 1982) — датский профессиональный велогонщик, чемпион Дании по маунтинбайку в кросс-кантри (2009). Исследователь, руководитель отдела в подразделении доказательной медицины Национального совета Дании по здравоохранению.

## Спортивная карьера

### Достижения
2009
66-й на MTBliga.dk, Копенгаген
43-й на MTBliga.dk, Силькеборг
4-й на MTBliga.dk, Вайле
 Чемпионат Дании по маунтинбайку
4-й на MTBliga.dk, Хёрсхольм
2010
47-й на Cyprus Sunshine Cup, Ороклини
44-й на Cyprus Sunshine Cup — Afxentia 2010, горы Махерас
37-й на Sea Otter Classic, Монтерей
8-й на Norway MTB Cup, Хортен
7-й на Shimanoliga.Dk, Хольстебро
8-й на Чемпионате Дании по маунтинбайку
Shimanoliga.Dk, Рольд — не финишировал
2011
6-й на MTBliga.dk, Орхус
14-й на MTBliga.dk, Варде
17-й на MTBliga.dk, Marielundskoen
8-й на MTBliga.dk, Копенгаген
2015
MTB Stage Race Bornholm 2015
2016
4-й на Hotcup
2021
10-й на 1-м этапе Hotcup
6-й на 2-м этапе Hotcup
6-й на 3-м этапе Hotcup

## Научная карьера
Симон Тарп — высококвалифицированный специалист в области здравоохранения, обладающий обширным опытом и знаниями в области доказательной медицины, клинических рекомендаций и фармакотерапии. Он получил степень доктора философии (Ph.D.) в области доказательной медицины и степень кандидата фармацевтических наук в области фармакотерапии в Университете Копенгагена. Симон занимал ряд ключевых должностей в различных организациях, в том числе специального советника в IRF, Управлении здравоохранения Дании; исследователя в Институте Паркера; фармацевта в Институте рациональной фармакотерапии, Управление здравоохранения Дании. Он также работал консультантом в области доказательной медицины и клинических рекомендаций в Управлении здравоохранения и лекарственных средств Дании. Симон является консультантом-методологом по GRADE в Датском совете по использованию дорогостоящих больничных лекарств (RADS). Его богатый опыт работы в сфере здравоохранения сформировал его понимание клинических рекомендаций и фармакотерапии, сделав его востребованным специалистом в этой области.

### Образование
С 2002 по 2009 годы Симон Тарп учился на фармацевта в Копенгагенском университете.
С 2011 по 2015 годы он продолжил образование в Копенгагенском университете, где получил степень доктора философии в области доказательной медицины.

### Опыт работы
С октября 2009 по июль 2010 года — клинический фармацевт в аптеке столичного региона.
С июля 2010 по январь 2011 — научный сотрудник института Паркера, занимающегося научно обоснованными исследованиями в области ревматологии и профилактики заболеваний. Специализировался на глюкокортикоидной терапии при ревматоидном артрите, занимался систематическим обзором и GRADE-подходом к доказательной базе.
С февраля 2011 по август 2015 — аспирант в институте Паркера. Общая цель кандидатской диссертации Симона Тарпа — определить наиболее рациональный режим лечения ревматоидного артрита (РА) с учётом риска, пользы и использования ресурсов.
С февраля 2012 по октябрь 2016 Симон Тарп — методолог, GRADE-консультант Датского совета по использованию дорогостоящих больничных лекарств (RADS). Занимался разработкой национальных руководств по лечению и рекомендаций по препаратам. В рамках RADS работал во всех комитетах по биологическим препаратам, в том числе специализировался в лечении ревматоидного артрита.
С июня 2013 по апрель 2015 — консультант по вопросам методологии совета здравоохранения Дании. Методолог GRADE Датского управления здравоохранения по разработке новых национальных клинических рекомендаций, основанных на доказательной медицине.
С мая 2015 по октябрь 2016 — научный сотрудник национального совета здравоохранения.
С августа 2015 по октябрь 2016 — исследователь университетской клиники Копенгагена в Фредериксберге.
С ноября 2016 по январь 2022 — специальный консультант национального совета здравоохранения.
С января 2022 года Симон Тарп — наблюдатель комитета по возмещению расходов Датского агентства по лекарственным средствам, наблюдатель Датского управления здравоохранения в Датском совете по лекарственным средствам.
С августа 2022 по август 2023 — старший консультант национального совета здравоохранения Дании.
С августа 2023 по март 2024 Симон Тарп — исполняющий обязанности руководителя секции национального совета здравоохранения.
С февраля 2024 года — руководитель отдела в подразделении доказательной медицины национального совета здравоохранения Дании. Отдел доказательной медицины Датского управления здравоохранения готовит национальные клинические руководства и рекомендации, рекомендации по рациональной фармакотерапии и рекомендации по программам обследования. Это подразделение также отвечает за донорство органов.

### Публикации
За время своей научной карьеры Симон Тарп в соавторстве с другими исследователями опубликовал более 70 научных работ, в том числе 39 статей на PubMed в области клинической ревматологии, аутовоспалительным заболеваниям, клинической эпидемиологии, доказательной медицине, кокрановские и систематические обзоры.
Среди его публикаций:
- Balsby IM, Nielsen SM, Christensen R, Henriksen M, Dahl LU, Berg JI, Tarp S, Kroon F, Kloppenburg M, Zhang W, Hunter DJ, Bliddal H, Døssing A (April 2024). Comparative effectiveness of different placebos and comparator groups for hand osteoarthritis exploring the impact of contextual factors: A systematic review and meta-analysis of randomised trials. Osteoarthritis Cartilage. doi:10.1016/j.joca.2024.02.947. PMID 38679284.
- Døssing A, Nielsen SM, Kroon FP, Balsby IM, Tarp S, Kloppenburg M, Stamp L, Haugen IK, Altman RD, Henriksen M, Boesen M, Bliddal H, Berg S, Christensen R (August 2023). Comparative effectiveness of pharmacological interventions for hand osteoarthritis: a systematic review and network meta-analysis of randomised trials. RMD Open. 9 (3). doi:10.1136/rmdopen-2023-003030. PMC 10537980. PMID 37734873.
- Munkholm K, Ussing A, Brink M, Edemann-Callesen H, Canbolat SS, Christensen R, Dahl KS, Ebdrup BH, Jensen ME, Kierulf-Lassen C, Madsen GK, Nielsen SM, Paulsen CP, Rohde JF, Tarp S, Baandrup L (April 2024). Minor tranquillizers for short-term treatment of newly onset symptoms of anxiety and distress: a systematic review with network meta-analysis of randomized trials. Eur Arch Psychiatry Clin Neurosci. 274 (3): 475–486. doi:10.1007/s00406-023-01680-0. PMC 10995039. PMID 37624378.
- Händel MN, Andersen HK, Ussing A, Virring A, Jennum P, Debes NM, Laursen T, Baandrup L, Gade C, Dettmann J, Holm J, Krogh C, Birkefoss K, Tarp S, Bliddal M, Edemann-Callesen H (July 2023). The short-term and long-term adverse effects of melatonin treatment in children and adolescents: a systematic review and GRADE assessment. EClinicalMedicine. 61: 102083. doi:10.1016/j.eclinm.2023.102083. PMC 10359736. PMID 37483551.
- Edemann-Callesen H, Andersen HK, Ussing A, Virring A, Jennum P, Debes NM, Laursen T, Baandrup L, Gade C, Dettmann J, Holm J, Krogh C, Birkefoss K, Tarp S, Händel MN (July 2023). Use of melatonin in children and adolescents with idiopathic chronic insomnia: a systematic review, meta-analysis, and clinical recommendation. EClinicalMedicine. 61: 102048. doi:10.1016/j.eclinm.2023.102048. PMC 10339205. PMID 37457117.
- Edemann-Callesen H, Andersen HK, Ussing A, Virring A, Jennum P, Debes NM, Laursen T, Baandrup L, Gade C, Dettmann J, Holm J, Krogh C, Birkefoss K, Tarp S, Händel MN (July 2023). Use of melatonin for children and adolescents with chronic insomnia attributable to disorders beyond indication: a systematic review, meta-analysis and clinical recommendation. EClinicalMedicine. 61: 102049. doi:10.1016/j.eclinm.2023.102049. PMC 10339185. PMID 37457114.
- Korfitsen CB, Mikkelsen LR, Mikkelsen ML, Rohde JF, Holm PM, Tarp S, Carlsen HF, Birkefoss K, Jakobsen T, Poulsen E, Leonhardt JS, Overgaard S, Mechlenburg I (April 2023). Hip precautions after posterior-approach total hip arthroplasty among patients with primary hip osteoarthritis do not influence early recovery: a systematic review and meta-analysis of randomized and non-randomized studies with 8,835 patients. Acta Orthop. 94: 141–151. doi:10.2340/17453674.2023.11958. PMC 10087740. PMID 37039064.
- Krøigaard SM, Clemmensen L, Tarp S, Pagsberg AK (September 2022). A Meta-Analysis of Antipsychotic-Induced Hypo- and Hyperprolactinemia in Children and Adolescents. J Child Adolesc Psychopharmacol. 32 (7): 374–389. doi:10.1089/cap.2021.0140. PMID 36074098.
- Korfitsen CB, Mikkelsen MK, Ussing A, Walker KC, Rohde JF, Andersen HK, Tarp S, Händel MN (January 2022). Usefulness of Cochrane Reviews in Clinical Guideline Development-A Survey of 585 Recommendations. Int J Environ Res Public Health. 19 (2). doi:10.3390/ijerph19020685. PMC 8775999. PMID 35055507.{{cite journal}}:  Википедия:Обслуживание CS1 (не помеченный открытым DOI) (ссылка)
- Conrad CE, Rimestad ML, Rohde JF, Petersen BH, Korfitsen CB, Tarp S, Cantio C, Lauritsen MB, Händel MN (2021). Parent-Mediated Interventions for Children and Adolescents With Autism Spectrum Disorders: A Systematic Review and Meta-Analysis. Front Psychiatry. 12: 773604. doi:10.3389/fpsyt.2021.773604. PMC 8632873. PMID 34867556.{{cite journal}}:  Википедия:Обслуживание CS1 (не помеченный открытым DOI) (ссылка)
- Pedersen MB, Thinggaard P, Geenen R, Rasmussen MU, Wit M, March L, Mease P, Choy E, Conaghan PG, Simon L, Hansen AF, Tarp S, Schiøttz-Christensen B, Juhl CB, Nielsen SM, Amris K, Christensen R (February 2023). Biopsychosocial Rehabilitation for Inflammatory Arthritis and Osteoarthritis Patients: A Systematic Review and Meta-Analysis of Randomized Trials. Arthritis Care Res (Hoboken). 75 (2): 423–436. doi:10.1002/acr.24816. PMID 34748288.
- Malm E, Nielsen SM, Berg J, Ioannidis JP, Furst D, Smolen JS, Taylor PC, Kristensen LE, Tarp S, Ellingsen T, Christensen R (September 2021). Risk of harm in synthetic and biological intervention trials in patients with inflammatory arthritis: protocol for a metaepidemiological study focusing on contextual factors. BMJ Open. 11 (9): e049850. doi:10.1136/bmjopen-2021-049850. PMC 8422485. PMID 34489286.
- Silva DS, Costa F, Baptista IP, Santiago T, Lund H, Tarp S, daSilva JA, Christensen R (October 2022). Evidence-Based Research on Effectiveness of Periodontal Treatment in Rheumatoid Arthritis Patients: A Systematic Review and Meta-Analysis. Arthritis Care Res (Hoboken). 74 (10): 1723–1735. doi:10.1002/acr.24622. PMID 33973383.
- Liaghat B, Ussing A, Petersen BH, Andersen HK, Barfod KW, Jensen MB, Hoegh M, Tarp S, Juul-Kristensen B, Brorson S (December 2021). Supervised Training Compared With No Training or Self-training in Patients With Subacromial Pain Syndrome: A Systematic Review and Meta-analysis. Arch Phys Med Rehabil. 102 (12): 2428—2441.e10. doi:10.1016/j.apmr.2021.03.027. PMID 33930326.
- Keller A, Rimestad ML, Friis Rohde J, Holm Petersen B, Bruun Korfitsen C, Tarp S, Briciet Lauritsen M, Händel MN (January 2021). The Effect of a Combined Gluten- and Casein-Free Diet on Children and Adolescents with Autism Spectrum Disorders: A Systematic Review and Meta-Analysis. Nutrients. 13 (2). doi:10.3390/nu13020470. PMC 7912271. PMID 33573238.{{cite journal}}:  Википедия:Обслуживание CS1 (не помеченный открытым DOI) (ссылка)
- Sørensen AM, Tarp S, Johannsen P, Lolk A, Bandak E, Pedersen H, Saxtrup N, Kallehauge H, Solem EJ, Christensen MB (December 2019). Analgesics use and withdrawal in people with dementia - a register-based Danish study and a systematic review. Dan Med J. 66 (12). PMID 31791478.
- Tarp S, Jørgensen TS, Furst DE, Dossing A, Taylor PC, Choy EH, Suarez-Almazor ME, Lyddiatt A, Kristensen LE, Bliddal H, Christensen R (June 2019). Added value of combining methotrexate with a biological agent compared to biological monotherapy in rheumatoid arthritis patients: A systematic review and meta-analysis of randomised trials. Semin Arthritis Rheum. 48 (6): 958–966. doi:10.1016/j.semarthrit.2018.10.002. PMID 30396592.
- Blavnsfeldt AG, de Thurah A, Thomsen MD, Tarp S, Langdahl B, Hauge EM (September 2018). The effect of glucocorticoids on bone mineral density in patients with rheumatoid arthritis: A systematic review and meta-analysis of randomized, controlled trials. Bone. 114: 172–180. doi:10.1016/j.bone.2018.06.008. PMID 29913256.
- Ballegaard C, Jørgensen TS, Skougaard M, Strand V, Mease PJ, Kristensen LE, Dreyer L, Gottlieb A, de Wit M, Christensen R, Tarp S (August 2018). Trial Characteristics as Contextual Factors When Evaluating Targeted Therapies in Patients With Psoriatic Disease: A Meta-Epidemiologic Study. Arthritis Care Res (Hoboken). 70 (8): 1206–1217. doi:10.1002/acr.23455. PMID 29073353.
- Johansen KG, Tarp S, Astrup A, Lund H, Pagsberg AK, Christensen R (2017). Harms associated with taking nalmefene for substance use and impulse control disorders: A systematic review and meta-analysis of randomised controlled trials. PLoS One. 12 (8): e0183821. doi:10.1371/journal.pone.0183821. PMC 5574613. PMID 28850596.{{cite journal}}:  Википедия:Обслуживание CS1 (не помеченный открытым DOI) (ссылка)
- Ballegaard C, Højgaard P, Dreyer L, Cordtz R, Jørgensen TS, Skougaard M, Tarp S, Kristensen LE (April 2018). Impact of Comorbidities on Tumor Necrosis Factor Inhibitor Therapy in Psoriatic Arthritis: A Population-Based Cohort Study. Arthritis Care Res (Hoboken). 70 (4): 592–599. doi:10.1002/acr.23333. PMID 28772007.
- Stochkendahl MJ, Kjaer P, Hartvigsen J, Kongsted A, Aaboe J, Andersen M, Andersen MØ, Fournier G, Højgaard B, Jensen MB, Jensen LD, Karbo T, Kirkeskov L, Melbye M, Morsel-Carlsen L, Nordsteen J, Palsson TS, Rasti Z, Silbye PF, Steiness MZ, Tarp S, Vaagholt M (January 2018). National Clinical Guidelines for non-surgical treatment of patients with recent onset low back pain or lumbar radiculopathy. Eur Spine J. 27 (1): 60–75. doi:10.1007/s00586-017-5099-2. PMID 28429142.
- Nielsen SM, Tarp S, Christensen R, Bliddal H, Klokker L, Henriksen M (March 2017). The risk associated with spinal manipulation: an overview of reviews. Syst Rev. 6 (1): 64. doi:10.1186/s13643-017-0458-y. PMC 5366149. PMID 28340595.{{cite journal}}:  Википедия:Обслуживание CS1 (не помеченный открытым DOI) (ссылка)
- Pagsberg AK, Tarp S, Glintborg D, Stenstrøm AD, Fink-Jensen A, Correll CU, Christensen R (March 2017). Acute Antipsychotic Treatment of Children and Adolescents With Schizophrenia-Spectrum Disorders: A Systematic Review and Network Meta-Analysis. J Am Acad Child Adolesc Psychiatry. 56 (3): 191–202. doi:10.1016/j.jaac.2016.12.013. PMID 28219485.
- Senftleber NK, Nielsen SM, Andersen JR, Bliddal H, Tarp S, Lauritzen L, Furst DE, Suarez-Almazor ME, Lyddiatt A, Christensen R (January 2017). Marine Oil Supplements for Arthritis Pain: A Systematic Review and Meta-Analysis of Randomized Trials. Nutrients. 9 (1). doi:10.3390/nu9010042. PMC 5295086. PMID 28067815.{{cite journal}}:  Википедия:Обслуживание CS1 (не помеченный открытым DOI) (ссылка)
- Tarp S, Eric Furst D, Boers M, Luta G, Bliddal H, Tarp U, Heller Asmussen K, Brock B, Dossing A, Schjødt Jørgensen T, Thirstrup S, Christensen R (March 2017). Risk of serious adverse effects of biological and targeted drugs in patients with rheumatoid arthritis: a systematic review meta-analysis. Rheumatology (Oxford). 56 (3): 417–425. doi:10.1093/rheumatology/kew442. PMID 28013201.
- Amarilyo G, Tarp S, Foeldvari I, Cohen N, Pope TD, Woo JM, Christensen R, Furst DE (December 2016). Biological agents in polyarticular juvenile idiopathic arthritis: A meta-analysis of randomized withdrawal trials. Semin Arthritis Rheum. 46 (3): 312–318. doi:10.1016/j.semarthrit.2016.07.001. PMID 27989499.
- Tarp S, Furst DE, Dossing A, Østergaard M, Lorenzen T, Hansen MS, Singh JA, Choy EH, Boers M, Suarez-Almazor ME, Kristensen LE, Bliddal H, Christensen R (June 2017). Defining the optimal biological monotherapy in rheumatoid arthritis: A systematic review and meta-analysis of randomised trials. Semin Arthritis Rheum. 46 (6): 699–708. doi:10.1016/j.semarthrit.2016.09.003. PMID 27769592.
- Ginnerup-Nielsen E, Christensen R, Thorborg K, Tarp S, Henriksen M (August 2016). Physiotherapy for pain: a meta-epidemiological study of randomised trials. Br J Sports Med. 50 (16): 965–71. doi:10.1136/bjsports-2015-095741. PMID 27015855.
- Strehl C, Bijlsma JW, de Wit M, Boers M, Caeyers N, Cutolo M, Dasgupta B, Dixon WG, Geenen R, Huizinga TW, Kent A, de Thurah AL, Listing J, Mariette X, Ray DW, Scherer HU, Seror R, Spies CM, Tarp S, Wiek D, Winthrop KL, Buttgereit F (June 2016). Defining conditions where long-term glucocorticoid treatment has an acceptably low level of harm to facilitate implementation of existing recommendations: viewpoints from an EULAR task force. Ann Rheum Dis. 75 (6): 952–7. doi:10.1136/annrheumdis-2015-208916. PMID 26933146.
- Amarilyo G, Furst DE, Woo JM, Li W, Bliddal H, Christensen R, Tarp S (2016). Agreements and Discrepancies between FDA Reports and Journal Papers on Biologic Agents Approved for Rheumatoid Arthritis: A Meta-Research Project. PLoS One. 11 (1): e0147556. doi:10.1371/journal.pone.0147556. PMC 4725722. PMID 26808309.{{cite journal}}:  Википедия:Обслуживание CS1 (не помеченный открытым DOI) (ссылка)
- Tarp S, Amarilyo G, Foeldvari I, Christensen R, Woo JM, Cohen N, Pope TD, Furst DE (April 2016). Efficacy and safety of biological agents for systemic juvenile idiopathic arthritis: a systematic review and meta-analysis of randomized trials. Rheumatology (Oxford). 55 (4): 669–79. doi:10.1093/rheumatology/kev382. PMC 5854101. PMID 26628580.
- Dossing A, Tarp S, Furst DE, Gluud C, Wells GA, Beyene J, Hansen BB, Bliddal H, Christensen R (April 2016). Modified intention-to-treat analysis did not bias trial results. J Clin Epidemiol. 72: 66–74. doi:10.1016/j.jclinepi.2015.11.003. PMID 26562052.
- Christensen AW, Tarp S, Furst DE, Døssing A, Amris K, Bliddal H, Taylor PC, Christensen R (2015). Most Trial Eligibility Criteria and Patient Baseline Characteristics Do Not Modify Treatment Effect in Trials Using Targeted Therapies for Rheumatoid Arthritis: A Meta-Epidemiological Study. PLoS One. 10 (9): e0136982. doi:10.1371/journal.pone.0136982. PMC 4567072. PMID 26360583.{{cite journal}}:  Википедия:Обслуживание CS1 (не помеченный открытым DOI) (ссылка)
- Kamby C, Tarp S, Mellemgaard A, Christensen R, Cold S, Eiken P, Jakobsen EH, Langkilde NC, Langkjer ST, Laursen T, Ottesen SS, Pedersen AG, Stenbygaard LE, Vestlev PM (February 2014). [Prevention of skeletal related events in patients with bone metastases from solid tumours]. Ugeskr Laeger (датск.). 176 (8A): V08130525. PMID 25350304.
- Dossing A, Tarp S, Furst DE, Gluud C, Beyene J, Hansen BB, Bliddal H, Christensen R (September 2014). Interpreting trial results following use of different intention-to-treat approaches for preventing attrition bias: a meta-epidemiological study protocol. BMJ Open. 4 (9): e005297. doi:10.1136/bmjopen-2014-005297. PMC 4179424. PMID 25260368.
- Graudal N, Hubeck-Graudal T, Tarp S, Christensen R, Jürgens G (2014). Effect of combination therapy on joint destruction in rheumatoid arthritis: a network meta-analysis of randomized controlled trials. PLoS One. 9 (9): e106408. doi:10.1371/journal.pone.0106408. PMC 4171366. PMID 25244021.{{cite journal}}:  Википедия:Обслуживание CS1 (не помеченный открытым DOI) (ссылка)
- Volkmann ER, Rezai S, Tarp S, Woodworth TG, Furst DE (October 2013). We still don't know how to taper glucocorticoids in rheumatoid arthritis, and we can do better. J Rheumatol. 40 (10): 1646–9. doi:10.3899/jrheum.130019. PMID 24085754.
- Tarp S, Bartels EM, Bliddal H, Furst DE, Boers M, Danneskiold-Samsøe B, Rasmussen M, Christensen R (November 2012). Effect of nonsteroidal antiinflammatory drugs on the C-reactive protein level in rheumatoid arthritis: a meta-analysis of randomized controlled trials. Arthritis Rheum. 64 (11): 3511–21. doi:10.1002/art.34644. PMID 22833186.